# No quiero volver a casa
No quiero volver a casa es una película coproducción de Argentina y Países Bajos filmada en colores dirigida por Albertina Carri sobre su propio guion que se estrenó el 15 de febrero de 2001 y que tuvo como actores principales a Márgara Alonso, Manuel Callau, Martín Churba y  Analía Couceyro. Tuvo un primer título de Secuencias.

## Sinopsis
Un joven de 25 años sin ningún objetivo, y un empresario decadente con serias divergencias  con su socio y cuñado se vinculan y dan lugar a un estudio sobre las relaciones de un grupo de personajes.

## Reparto
Intervienen en la película los siguientes intérpretes:
- Márgara Alonso	...	La abuela
- Manuel Callau	...	Roberto
- Martín Churba	...	Rubén
- Analía Couceyro	...	Ana
- Fabiana Falcón	...	Marcela
- Marta Lubos	...	Marta
- Ricardo Merkin	...	Ricardo
- Luciano Suardi	...	Marcos
- Mia Summers	...	Lizbeth
- Gabriela Toscano	...	Susana
- Manuel Vicente	...	Carlos
- Nicolás Villagra	...	Nicolás
- Vando Villamil	...	Mecánico
- Luis Ziembrowski	...	Mario
- Fabián Fernández	...	Hijo de Marcela y Mario
- Ricardo Merkin

## Comentarios
Aníbal Vinelli en Clarín dijo:

«No quiero volver a casa deviene un jardín de senderos que se bifurcan, menos borgeanos que incomprensibles, de esos que no llevan a ninguna parte.Y que confunden.»

Paraná  Sendrós en Ámbito Financiero escribió:

«La película se hace bastante aséptica. Queriendo mostrar una gente desangelada, la directora ha dispuesto también, con plena conciencia, un tono desangelado.Pero de esta forma las situaciones nos dejan afuera y los personajes nos parecen ajenos, distantes, artificiosos y aburridos.»

Hugo Salas en El Amante del Cine  opinó:

«…muestra a Buenos Aires de un modo totalmente nuevo en el cine nacional…no es esa Buenos Aires tradicional llena de plaza, cafés de gallego y edificios de principios de siglo, es una metrópolis moderna, distante, fría, que sus personajes recorren dolorosamente aislados. La película  se destaca por su gran sutileza, su apuesta a los detalles y su interés por el uso de recursos formales en clave dramática. Mundo grúa constituye una indagación de la Argentina post desde la perspectiva masculina. No quiero volver a casa representa su contracara, enunciada desde la voz tradicionalmente silenciada de lo femenino.»

Josefina Sártora en el sitio web primerplano.com escribió:

«Síntesis, severidad, dureza…rasgos que vienen a quebrar un modelo del cine hecho por mujeres esbozando una nueva mirada fílmica femenina.»